# 敗訴
敗訴（はいそ）とは、裁判において自己の申立て・訴えが認められなかったことをいう。請求が可分であり判断が分かれる場合には、「一部敗訴」などという言い方も用いられる。対義語としては「勝訴」がある。

## 日本における敗訴
日本では、民事裁判における裁判所の判断（主に判決）で、その者の申立て（主張）が認められないことを意味し、原告にとっては請求棄却判決や訴え却下判決が敗訴判決に当たり、被告にとっては請求認容判決が敗訴判決に当たる（それぞれ反対当事者から見れば勝訴判決）。
裁判に関する用語であるが、日本の法令上定義されている用語ではなく、むしろ訴訟当事者の満足度を基準として裁判自体を勝負の場に見立てた用語法といえる。また、一般に判決・決定の確定如何を問わずに各審級における裁判所の判断に対して用いられるものである。裁判で敗れた側が判決を下した裁判所に対する抗議の意味合いを含めて「不当判決」という表現を用いることがあるが、これは実質的に敗訴の同義語と言える。